# 博蒙-卢埃托
博蒙-卢埃托（法語：Beaumont-Louestault，法語發音：[bomɔ̃ lweto]）是法国安德尔-卢瓦尔省希农区的一个市镇，位于该省北部，卢瓦尔河右岸。

## 历史
博蒙-卢埃托由博蒙拉龙斯和卢埃托两个市镇于2017年1月1日合并而成，行政中心位于博蒙拉龙斯。

## 地理
博蒙-卢埃托（47°34'15"N, 0°40'19"E）面积55.49 平方千米，位于法国中央-卢瓦尔河谷大区安德尔-卢瓦尔省，该省份为法国中西部省份，北起萨尔特省、东北接卢瓦-谢尔省，东南接安德尔省，南至维埃纳省，西临曼恩-卢瓦尔省。
与博蒙-卢埃托接壤的市镇（或旧市镇、城区）包括：代姆河畔舍米耶、马赖、圣洛朗昂加蒂讷、努济伊、图赖讷地区鲁济耶、讷耶-蓬皮埃尔、讷维勒鲁瓦。
博蒙-卢埃托的时区为UTC+01:00、UTC+02:00（夏令时）。

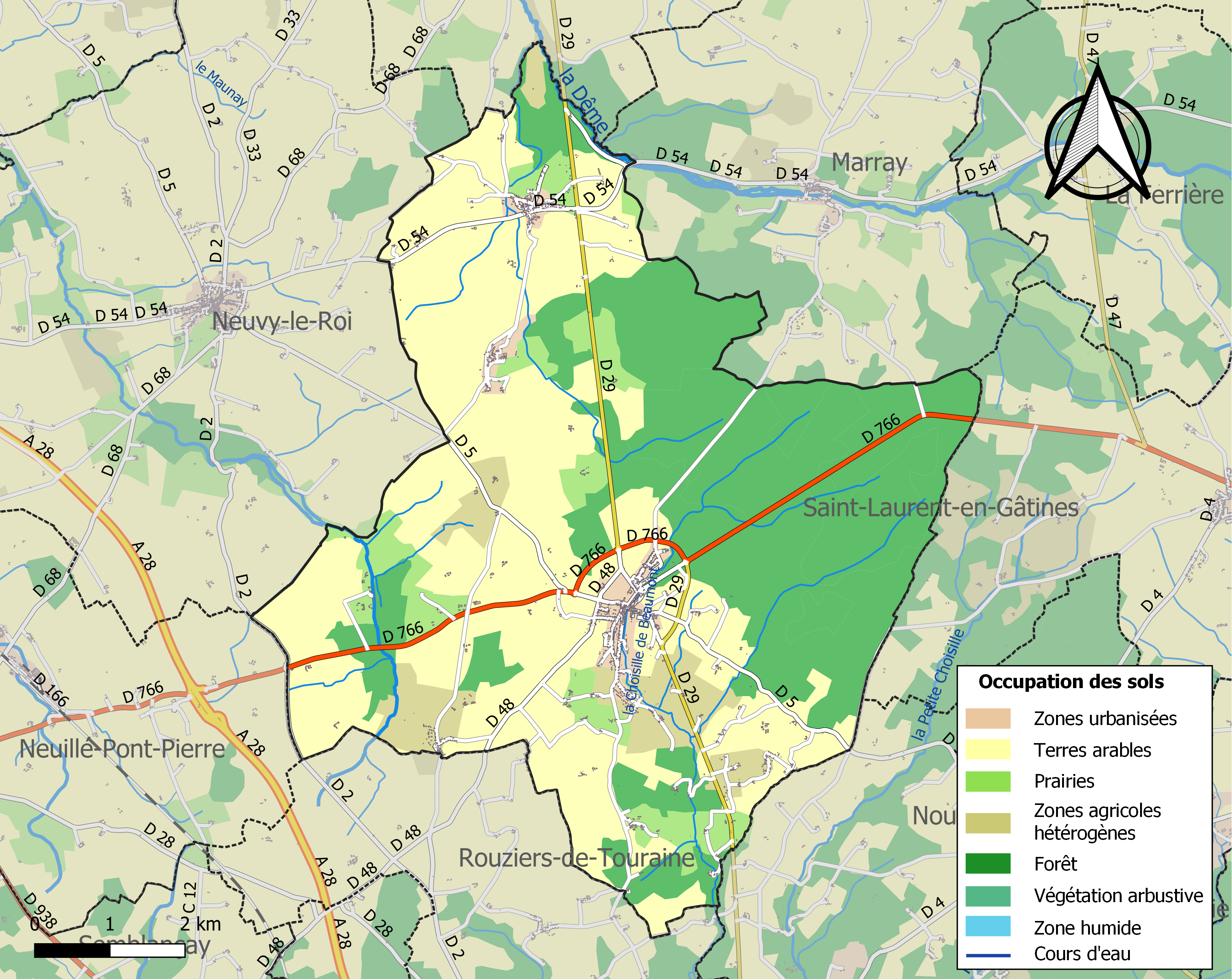
博蒙-卢埃托的OSM定位图

## 行政
博蒙-卢埃托的邮政编码为，INSEE市镇编码为37021。

## 政治
博蒙-卢埃托所属的省级选区为雷诺堡县。

## 人口
博蒙-卢埃托于2022年1月1日时的人口数量为1788人。